# Josep Pau Garcia Castany
Josep Pau Garcia Castany   (Girona, 30 d'agost de 1948 - Girona, 16 de juny de 2022) fou un futbolista català de les dècades de 1960 i 1970.

## Trajectòria
De jove va ser fitxat pel FC Barcelona, jugant al futbol base, al CD Comtal i al primer equip. Amb el Barça mai fou titular indiscutible, essent cedit a equips com el CA Osasuna i el Calvo Sotelo CF. Després d'una cessió al Reial Saragossa, fitxà per aquest equip, club on va viure els seus millors anys durant set temporades. El seu partit més recordat fou el 30 d'abril de 1975 en que golejà 6-1 al Reial Madrid amb tres gols marcats per ell.
Després d'un any i mig apartat dels terrenys de joc per una lesió, jugà al Girona FC i al CD Banyoles, on acabà la seva carrera.
Fou entrenador diversos clubs de les comarques gironines com el Girona FC, CF Lloret, CF Salt, CE Farners, UD Cassà, CD Blanes femení i FC Girona femení.

## Palmarès
- Copa espanyola:
  - 1970-71